# Ngô Bảo Châu
Gre za vietnamsko ime; priimek te osebe je Ngô, po vietnamskih običajih pa se jo naziva z osebnim imenom Châu ali Bảo Châu.
Ngô Bảo Châu, vietnamski matematik, * 28. junij 1972, Hanoj, Vietnam.
Ngô je diplomiral na Univerzi v Hanoju, trenutno deluje na Inštitutu za višji študij v Princetonu (ZDA). Za svoje delo na področju grup in teorije števil je leta 2010 prejel Fieldsovo medaljo.
1. ↑  http://global.britannica.com/biography/Ngo-Bao-Chau
2. ↑  Record #141736771 // Gemeinsame Normdatei — 2012—2016.